# 住吉三神
住吉三神（日语：スミヨシサンシン）為日本神話裡的三位海神，分別為底筒之男命（（日語）ソコツツノオノミコト）、中筒之男命（（日語）ナカツツノオノミコト）以及上筒之男命（（日語）ウワツツノオノミコト），祂們的別名為筒之男三神（（日語）ツツノオサンシン）、墨江之三前大神（（日語）スミノエノミマエノオオカミ）、墨江三神（（日語）スミノエサンシン）、住吉大神等。

## 概要

### 古事記之記載
依照《古事記》上卷之記錄，從黃泉國逃返的伊邪那岐命進行禊祓（袪除污穢的淨化儀式），祂脫去的衣物誕生了衝立船戶神至邊津甲裴弁羅神等共12位神祇。接著在中游淨滌身體，產生八十禍津日神（（日語）やそまがつひのかみ）、大禍津日神（（日語）おほまがつひのかみ）等二神，乃由亡者之汙穢所成之神明。為了消除前二神之禍，又生神直毘神（（日語）かみなほびのかみ）、大直毘神（（日語）おほなほびのかみ）、伊豆能賣神（（日語）いづのめのかみ）等三神，以便將兇「禍（（日語）マガ）」折「直」為良善，而伊豆能賣神則具有淨化汙穢之神力。
接著祂在水底洗滌時生出底津綿津見神、底筒之男命（（日語）ソコツツノオノミコト）；在水中清洗時生出中津綿津見神、中筒之男命（（日語）ナカツツノオノミコト），在水面清滌時則出現上津綿津見神、上筒之男命（（日語）ウワツツノオノミコト），共計六位神祇。底筒之男命、中筒之男命、上筒之男命等三神並稱「住吉三神」，乃墨江住吉神社所祀，又名「墨江之大神」。

### 日本書紀之記載
《日本書紀》卷第一的記載和《古事記》的神話故事近似，伊奘諾尊在海底淨滌身體汙穢時，產生底津少童命與底筒男命；接著潛濯於潮中而生中津少童命及中筒男命；後來又浮濯於潮上而生表津少童命和表筒男命。底筒男命、中筒男命、表筒男命等三神合稱「住吉大神」。

## 解說
在上古日語中，「住」訓讀成「スミ」，「吉」則讀成「エ」，故二字合起來訓讀成「スミノエ」；自平安時代以後的中古日語才讀成「スミヨシ」。「スミノエ」可書寫成「澄江」或「清江」，表示「清澈的海灣」之意，因為自古以來天皇的即位儀式都在清澈的海邊舉行。

## 信仰
全日本約有六百餘座住吉神社，且通常一起祭祀息長帶比賣命（即神功皇后），其中：
- 俗稱「三大住吉」：
  - 住吉大社（大阪市住吉區）
  - 住吉神社（山口縣下關市）
  - 住吉神社（福岡縣福岡市博多區）

朝鮮日據時期日本在朝鮮半島廣設神社，也包含奉祀住吉三神的神社：
- 龍頭山神社（韓國釜山廣域市）

另外日本境內主祭住吉三神的神社尚有：
- 息栖神社（茨城縣神栖市）

## 內部連結
- 綿津見
- 海神

## 外部連結
- （日語）住吉三神（页面存档备份，存于）
- （日語）住吉大社ウェブサイト（页面存档备份，存于）